# 超特急/陽はまた昇る
「超特急/陽はまた昇る」（ちょうとっきゅう/ひはまたのぼる）は、ゆず通算22枚目のシングル。2005年11月9日にセーニャ・アンド・カンパニーから発売された。

## 概要
ゆずにとって、4枚目の両A面シングル（複数A面シングルでは5枚目）。両曲共にタイアップがついた。ベストアルバム後、初のシングル。
2006年はゆず単独名義のシングルCDを発売していないため、歴代TOP10・TOP5獲得年数は1998 - 2005年の8年、TOP3獲得年数は1999 - 2005年の7年となった。
オリコンのデイリーチャートでは1位を記録。初動売上は同発の新曲の中では最高を記録したが、前週に発売され結果的に年間1位となる「青春アミーゴ」（修二と彰）が2週目も驚異的な売上を記録したため、今作の1位獲得は阻止された。

## 収録曲
1. 超特急　（4:46）
  - 作詞・作曲: 岩沢厚治、編曲:ゆず、寺岡呼人
  - フジテレビ系『恋愛観察バラエティ あいのり』主題歌（2005年10月 - 2006年9月）。なお、「あいのり」の初代主題歌は「始まりの場所」である（1999年10月14日発売の2ndアルバム『ゆずえん』収録）。
  - 曲制作前のタイトルは当初、『ゆずのMajiでkoiする5秒前』というタイトルでリリースする予定だったが、広末涼子サイドから許可が下りず、曲タイトルの候補としてあった「超特急」を用いた事で落ち着いた。
  - フジテレビ系・師走の大型音楽番組『FNS歌謡祭』にレコーディング・スタジオから生中継で出演（初出演）。この曲と同時に、「いつか」（1999年1月20日）も披露した。
  - BS日テレ『友近・礼二の妄想トレイン』（2020年6月 - ）オープニング曲。
  - テレビ東京系土曜スペシャル『鉄道沿線歩き旅』オープニング曲。
2. 陽はまた昇る　（4:40）
  - 作詞・作曲: 北川悠仁、編曲:ゆず、寺岡呼人
  - フジテレビ系『めざましどようび』テーマソング（2005年10月 - 2005年12月）。2005年7月23・24日の横浜国際総合競技場ライブ終了後間もなく、『めざましどようび』の企画でスペインに旅立ち、その過程で生まれた楽曲が「陽はまた昇る」である。スペイン紀行の模様は別番組として編集され、フジテレビ系にて放送された。
3. 心の友よ　（4:06）
  - 作詞・作曲: 北川悠仁

## 演奏
- 北川悠仁：Vocal, Acoustic Guitar, Tambourine
- 岩沢厚治：Vocal, Acoustic Guitar, Harp
- 島村英二：Drums (#3)
- 小田原豊：Drums (#1.2)
- 高水健司：Bass (#3)
- 美久月千晴：Bass (#1.2)
- 中西康晴：Keyboards (#1.2.3)
- 上杉洋史：Keyboards (#1), Computer Programming
- 寺岡呼人：Electric Guitar (#1.2), Computer Programming
- 山本拓夫：Saxophone, Brass Arrangement (#1.2)
- 菅坂雅彦：Trumpet (#1)
- 荒木敏男：Trumpet (#1)
- 村田陽一：Trombone (#1)
- 阿部雅士：Strings Arrangement (#3)
- 阿部雅士ストリングス：Strings (#3)
- 向笠高章：Computer Programming

## 収録作品
- 超特急
  - リボン
  - YUZU YOU [2006-2011]
  - YUZU 20th Anniversary ALL TIME BEST ALBUM ゆずイロハ 1997-2017
- 陽はまた昇る
  - リボン
  - YUZU YOU [2006-2011]
- 心の友よ
※アルバム未収録（コンピレーション含む）

## 関連人物
- 寺岡呼人

| あいのり主題歌 2005年10月17日 - 2006年9月25日 |                 |                            |
| 前作: Mi 『未来の地図』                       | ゆず 『超特急』 | 次作: 川嶋あい 『My Love』 |